# Kim Tillie
Kim Tillie (Cagnes-sur-Mer, 15 giugno 1988) è un cestista francese.
È figlio di Laurent Tillie, un ex-giocatore della nazionale di pallavolo francese, e allenatore di pallavolo.

## Carriera
Con la Francia ha disputato i Campionati mondiali del 2014 e i Giochi olimpici di Rio de Janeiro 2016.

## Statistiche

### College
| Anno      | Squadra   | PG | PT | MP   | TC%  | 3P%  | TL%  | RP  | AP  | PRP | SP  | PP  |
| --------- | --------- | -- | -- | ---- | ---- | ---- | ---- | --- | --- | --- | --- | --- |
| 2006-2007 | Utah Utes | 11 | 0  | 7,4  | 40,0 | 20,0 | 75,0 | 1,5 | 0,2 | 0,3 | 0,1 | 2,1 |
| 2007-2008 | Utah Utes | 27 | 7  | 16,2 | 50,9 | 18,2 | 80,0 | 4,3 | 0,4 | 0,4 | 0,3 | 5,3 |
| 2008-2009 | Utah Utes | 32 | 30 | 15,5 | 41,8 | 0,0  | 84,8 | 4,4 | 0,6 | 0,5 | 0,3 | 3,3 |
| 2009-2010 | Utah Utes | 28 | 15 | 18,4 | 50,0 | 30,8 | 78,8 | 5,5 | 0,9 | 0,5 | 0,6 | 7,0 |
| Carriera  | Carriera  | 98 | 52 | 15,6 | 47,9 | 23,3 | 80,6 | 4,4 | 0,6 | 0,5 | 0,3 | 4,8 |

### Eurolega
| Anno      | Squadra        | PG  | PT | MP   | TC%  | 3P%  | TL%  | RP  | AP  | PRP | SP  | PP  |
| --------- | -------------- | --- | -- | ---- | ---- | ---- | ---- | --- | --- | --- | --- | --- |
| 2014-2015 | Saski Baskonia | 24  | 1  | 18,1 | 45,2 | 38,5 | 77,3 | 4,6 | 1,0 | 0,8 | 0,1 | 5,5 |
| 2015-2016 | Saski Baskonia | 29  | 21 | 22,4 | 45,6 | 26,7 | 71,7 | 3,8 | 0,9 | 1,0 | 0,2 | 6,0 |
| 2016-2017 | Saski Baskonia | 32  | 15 | 19,2 | 54,9 | 40,7 | 91,2 | 3,8 | 1,1 | 0,7 | 0,2 | 6,9 |
| 2017-2018 | Olympiakos     | 10  | 3  | 16,1 | 48,2 | 57,1 | 57,1 | 2,4 | 0,5 | 0,2 | 0,2 | 3,8 |
| 2018-2019 | Gran Canaria   | 29  | 16 | 17,0 | 45,7 | 40,9 | 62,5 | 2,7 | 0,7 | 0,6 | 0,2 | 6,5 |
| Carriera  | Carriera       | 124 | 56 | 19,0 | 48,1 | 39,6 | 75,2 | 3,6 | 0,9 | 0,7 | 0,2 | 6,1 |

## Palmarès
- Coppa del Montenegro: 1

Budućnost: 2020